# Monumento ai martiri dell'Indipendenza
Il  monumento ai martiri dell'Indipendenza, opera del 1868 circa dello scultore bolognese Carlo Monari (1831-1918), ex volontario garibaldino che aveva preso parte alla battaglia di Mentana, si trova nell'abside della Sala delle Tombe del cimitero monumentale della Certosa di Bologna.
Rappresenta un leone ferito nell'atto di difendere la bandiera nazionale e ha lo scopo di "eternare la memoria" dei tanti bolognesi caduti durante i moti e le guerre risorgimentali.
La realizzazione della scultura è stata incoraggiata dallo stesso principe Umberto, che, durante la sua visita a Bologna nell'aprile del 1868, aveva visto il bozzetto del monumento esposto nell'atrio dell'Archiginnasio.